# Маунт-Плезант Тауншип (округ Вестерморленд, Пенсільванія)
Маунт-Плезант Тауншип (англ. Mount Pleasant Township) — селище (англ. township) в США, в окрузі Вестморленд штату Пенсільванія. Населення — 10 119 осіб (2020).

## Демографія
Згідно з переписом 2010 року, у селищі мешкало 10 911 осіб у 4558 домогосподарствах у складі 3294 родин. Було 4923 помешкання
Расовий склад населення:
| - 98,5 % — білих - 0,3 % — чорних або афроамериканців - 0,2 % — азіатів - 0,1 % — корінних американців |

До двох чи більше рас належало 0,8 %. Частка іспаномовних становила 0,5 % від усіх жителів.
За віковим діапазоном населення розподілялося таким чином: 19,2 % — особи молодші 18 років, 62,8 % — особи у віці 18—64 років, 18,0 % — особи у віці 65 років та старші. Медіана віку мешканця становила 45,8 року. На 100 осіб жіночої статі у селищі припадало 95,5 чоловіків;  на 100 жінок у віці від 18 років та старших — 94,8 чоловіків також старших 18 років.
Середній дохід на одне домашнє господарство  становив 60 437 доларів США (медіана — 51 022), а середній дохід на одну сім'ю — 72 262 долари (медіана — 65 699). Медіана доходів становила 47 745 доларів для чоловіків та 33 352 долари для жінок. За межею бідності перебувало 8,7 % осіб, у тому числі 12,9 % дітей у віці до 18 років та 9,0 % осіб у віці 65 років та старших.
Цивільне працевлаштоване населення становило 5417 осіб. Основні галузі зайнятості: освіта, охорона здоров'я та соціальна допомога — 25,3 %, роздрібна торгівля — 13,5 %, виробництво — 13,5 %.